# Interstate Airlines
Interstate Airlines (nome completo: Interstate Airlines B.V.) era una compagnia aerea olandese con sede a Maastricht attiva nei settori del trasporto passeggeri, cargo, postale e charter.

## Storia
Interstate Airlines era un operatore wet lease che noleggiava i propri velivoli, completi di equipaggio (formula ACMI — Aircraft, Crew, Maintenance, Insurance), per voli di linea e charter, trasporto merci e postale.
La flotta era composta da ATR 42-500 e Airbus A300F.
La base operativa era situata nell'aeroporto di Maastricht, nei Paesi Bassi. Ha terminato le attività nel 2010

## Flotta
La flotta di Interstate Airlines era costituita dai seguenti aeromobili:
- 1 ATR-42-500 PH-ISA (44/50 posti)